# ФК Слога Србац
ФК Слога је фудбалски клуб из Српца који се дуги низ година такмичи у оквиру Друге лиге Републике Српске група Запад. Клуб је на крају сезоне 2015/16. Друге лиге Републике Српске група Запад  заузео девето мјесто на табели. У клубу је поникао Бранко Граховац, први голман из Босне и Херцеговине који је бранио у Лиги шампиони и то у сезони 2011/12, у редовима румунског ФК Оцелул Галаци.

## Историја
Србачка Слога је основана 1946. године у ФНРЈ.
До 1955. године је носила име Момо Видовић и Посавина а од тада Слога.

## Стадион
Србачки друголигаш домаће утакмице игра на стадиону ФК Слога Србац, који важи за један од стадиона са најбољом и најквалитетнијом травнатом подлогом у бившој Југославији.

## Састав тима у сезони 2017/18
| Бр. |                     | Позиција | Играч               |
| --- | ------------------- | -------- | ------------------- |
|     | Босна и Херцеговина | Г        | Бранко Граховац     |
|     | Босна и Херцеговина | Г        | Немања Смиљанић     |
|     | Босна и Херцеговина | О        | Радан Зеленац       |
|     | Босна и Херцеговина | О        | Синиша Ђаковић      |
|     | Босна и Херцеговина | О        | Хусејин Зукановић   |
|     | Босна и Херцеговина | О        | Радивој Којић       |
|     | Босна и Херцеговина | О        | Милован Миладиновић |
|     | Босна и Херцеговина | О        | Срђан Угрен         |
|     | Босна и Херцеговина | О        | Никола Малбашић     |
|     | Босна и Херцеговина | О        | Младен Угрен        |
|     | Босна и Херцеговина | О        | Ђорђе Јарић         |
|     | Босна и Херцеговина | С        | Саша Илић           |

| Бр. |                     | Позиција | Играч              |
| --- | ------------------- | -------- | ------------------ |
|     | Босна и Херцеговина | С        | Огњен Савић        |
|     | Босна и Херцеговина | С        | Савић Стефан       |
|     | Босна и Херцеговина | С        | Никола Копања      |
|     | Босна и Херцеговина | С        | Емир Грбић         |
|     | Босна и Херцеговина | С        | Владан Јанковић    |
|     | Босна и Херцеговина | С        | Веселин Лакић      |
|     | Босна и Херцеговина | С        | Никола Станишљевић |
|     | Босна и Херцеговина | Н        | Срђан Малетић      |
|     | Босна и Херцеговина | Н        | Милован Новаковић  |
|     | Босна и Херцеговина | Н        | Горан Зеленац      |
|     | Босна и Херцеговина | Н        | Предраг Травар     |
|     | Босна и Херцеговина | Н        | Никола Бјелонић    |
|     | Босна и Херцеговина | Н        | Златко Гргец       |

## Тренутни састав 2024/25
| Име и презиме       | Држава                 |
| ------------------- | ---------------------- |
| Немања Смиљанић     | Bosnia and Herzegovina |
| Марко Ливопољац     | Bosnia and Herzegovina |
| Никола Зец          | Bosnia and Herzegovina |
| Никола Вајукић      | Bosnia and Herzegovina |
| Давид Ачић          | Bosnia and Herzegovina |
| Стефан Шервел       | Bosnia and Herzegovina |
| Игор Њежић          | Bosnia and Herzegovina |
| Милош Ђурђић        | Bosnia and Herzegovina |
| Синиша Ђаковић      | Bosnia and Herzegovina |
| Славен Карамехић    | Bosnia and Herzegovina |
| Небојша Радосавац   | Bosnia and Herzegovina |
| Емир Грбић          | Bosnia and Herzegovina |
| Борис Брус          | Bosnia and Herzegovina |
| Ведран Њежић        | Bosnia and Herzegovina |
| Арсеније Сарић      | Bosnia and Herzegovina |
| Никола Јокановић    | Bosnia and Herzegovina |
| Предраг Пралица     | Bosnia and Herzegovina |
| Бранко Граховац     | Bosnia and Herzegovina |
| Хусејин Зукановић   | Bosnia and Herzegovina |
| Драган Домузин      | Bosnia and Herzegovina |
| Дејан Субић         | Bosnia and Herzegovina |
| Љубиша Шумар        | Bosnia and Herzegovina |
| Габријел Чекић      | Bosnia and Herzegovina |
| Славко Шарић        | Bosnia and Herzegovina |
| Никола Бјелонић     | Bosnia and Herzegovina |
| Горан Зеленац       | Bosnia and Herzegovina |
| Борислав Далић      | Bosnia and Herzegovina |
| Андреј Цвијетић     | Bosnia and Herzegovina |
| Вук Поповић         | Bosnia and Herzegovina |
| Александар Адамовић | Bosnia and Herzegovina |
| Ранко Бабић         | Bosnia and Herzegovina |
| Давид Шарић         | Bosnia and Herzegovina |

## Досадашњи успјеси
- Друга лига Републике Српске у фудбалу — Запад 2016/17. (9. мјесто)
- Друга лига Републике Српске у фудбалу — Запад 2015/16. (3. мјесто)
- Регионална лига Републике Српске Запад (1. мјесто)
- Друга лига Републике Српске у фудбалу — Запад 2012/13. (6. мјесто)
- Друга лига Републике Српске у фудбалу — Запад 2011/12. (5. мјесто)
- Друга лига Републике Српске у фудбалу — Запад 2010/11. (6. мјесто)
- Друга лига Републике Српске у фудбалу — Запад 2008/09. (4. мјесто)
- Друга лига Републике Српске у фудбалу — Запад 2007/08. (6. мјесто)
- Куп Републике Српске у фудбалу 2003/04. (шеснаестина финала)
- Друга лига Републике Српске у фудбалу — Запад 1998/99. (1. мјесто)

## Познати бивши играчи
| Бр. |                     | Позиција | Играч           |
| --- | ------------------- | -------- | --------------- |
|     | Босна и Херцеговина | Г        | Бранко Граховац |
|     | Босна и Херцеговина | Г        | Славко Вујић    |
|     | Босна и Херцеговина | Н        | Зоран Новаковић |
|     | Босна и Херцеговина | Н        | Саша Новаковић  |
|     | Босна и Херцеговина | Н        | Васо Драгојевић |
|     | Босна и Херцеговина | Н        | Томо Радомир    |
|     | Босна и Херцеговина | О        | Жељко Секулић   |
|     | Босна и Херцеговина | С        | Душко Бећаревић |
|     | Босна и Херцеговина | Г        | Никола Ђурић    |
|     | Босна и Херцеговина | О        | Милош Ђурђић    |
|     | Босна и Херцеговина | Н        | Никола Бала     |

## Познати тренери
- Илија Миљуш
- Драган Вукша
- Вуле Тривуновић